# チュームーシュ
チュームーシュ（ギーラキー語: چۊمۊش, čūmūš, chūmūsh）、チャムーシュ / チョムーシュ（ペルシア語: چموش, čamūš or čomūš）は、イラン北西部のカスピ海沿岸、ギーラーン州を中心に住むギーラク人に特有な履物である。牛のなめし革を変形させて作り、かかとを持たない。チュームーシュは、暑いときに足を冷やし、寒いときに足を保温することを特長とする。結び紐を有し脚と足の周りを閉じるようにするタイプのチュームーシュを、シェカーレ・チュームーシュと呼ぶ（ペルシア語でシェカールは「狩り」の意）。美しい模様を有したギーラーン地方のチュームーシュはユネスコにより傑作性が認められ、刺繍の施されたチュームーシュ作りの技法（ラシュトの刺繍）はイランの国家文化遺産のリストに登録された。